# 学术楼 (莱顿)
学术楼（荷蘭語：Academiegebouw），是荷蘭莱顿大学最古老也是最中心位置的一幢建筑物，位于拉蓬博格（Rapenburg）附近。

## 历史
虽然作为学术建筑以及国家古迹，仍有授课教室，更多是作为带有礼仪形式的庆祝典礼，比如毕业典礼、就职演讲或促销活动等。

## 照片集

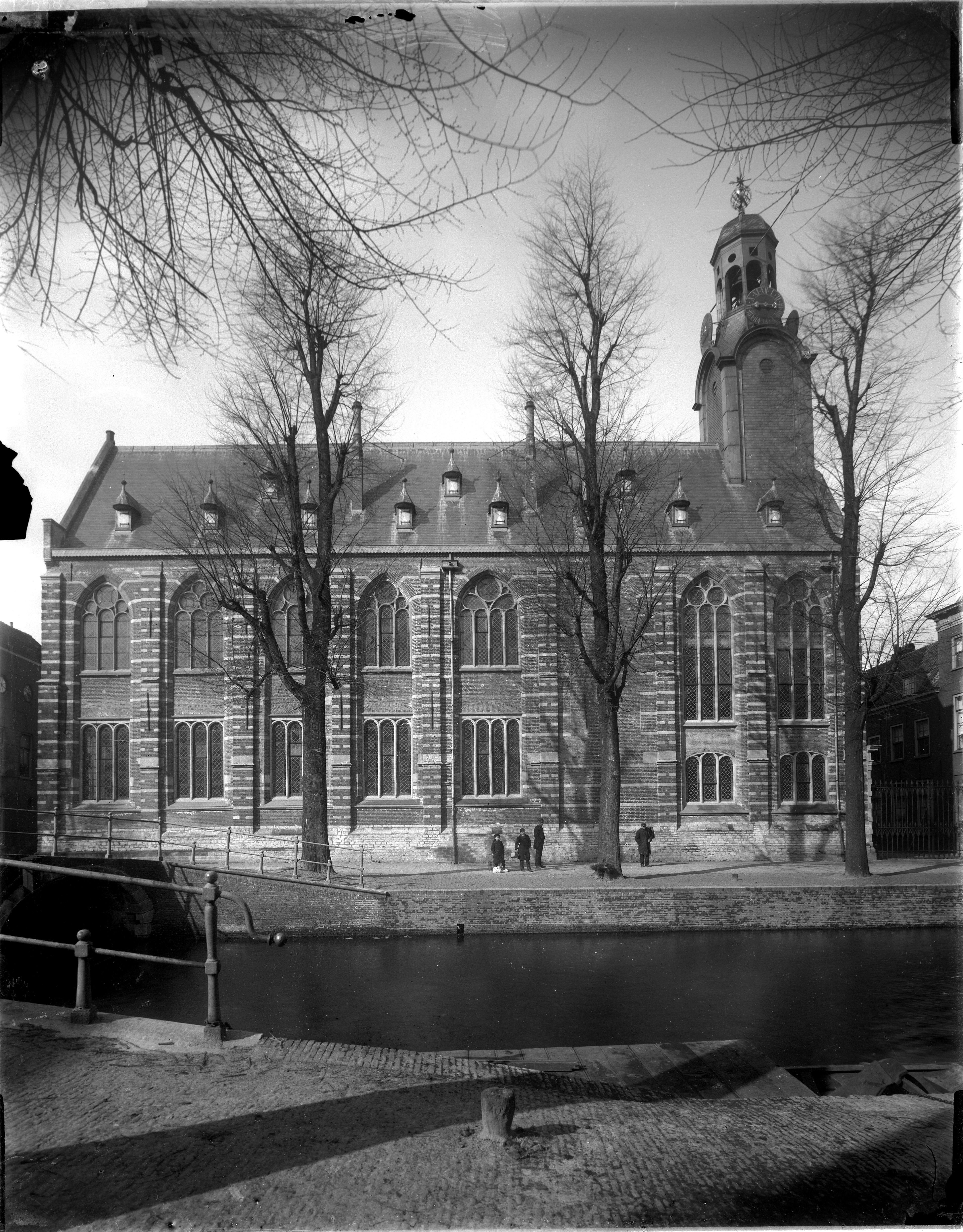
莱顿学术楼
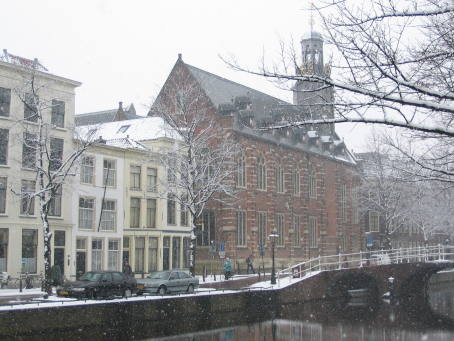
莱顿学术楼
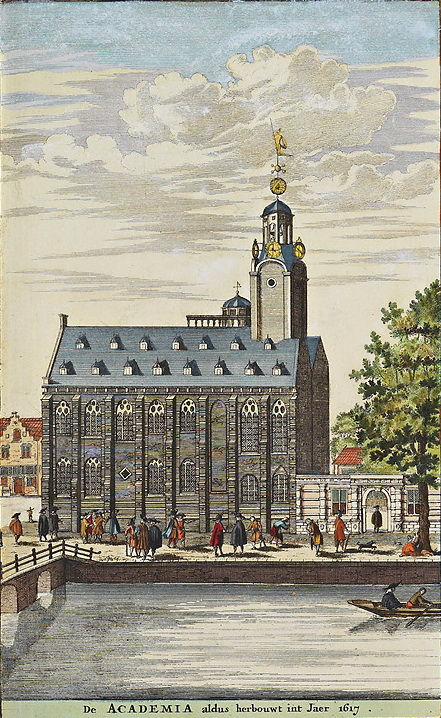
1698年莱顿学术楼
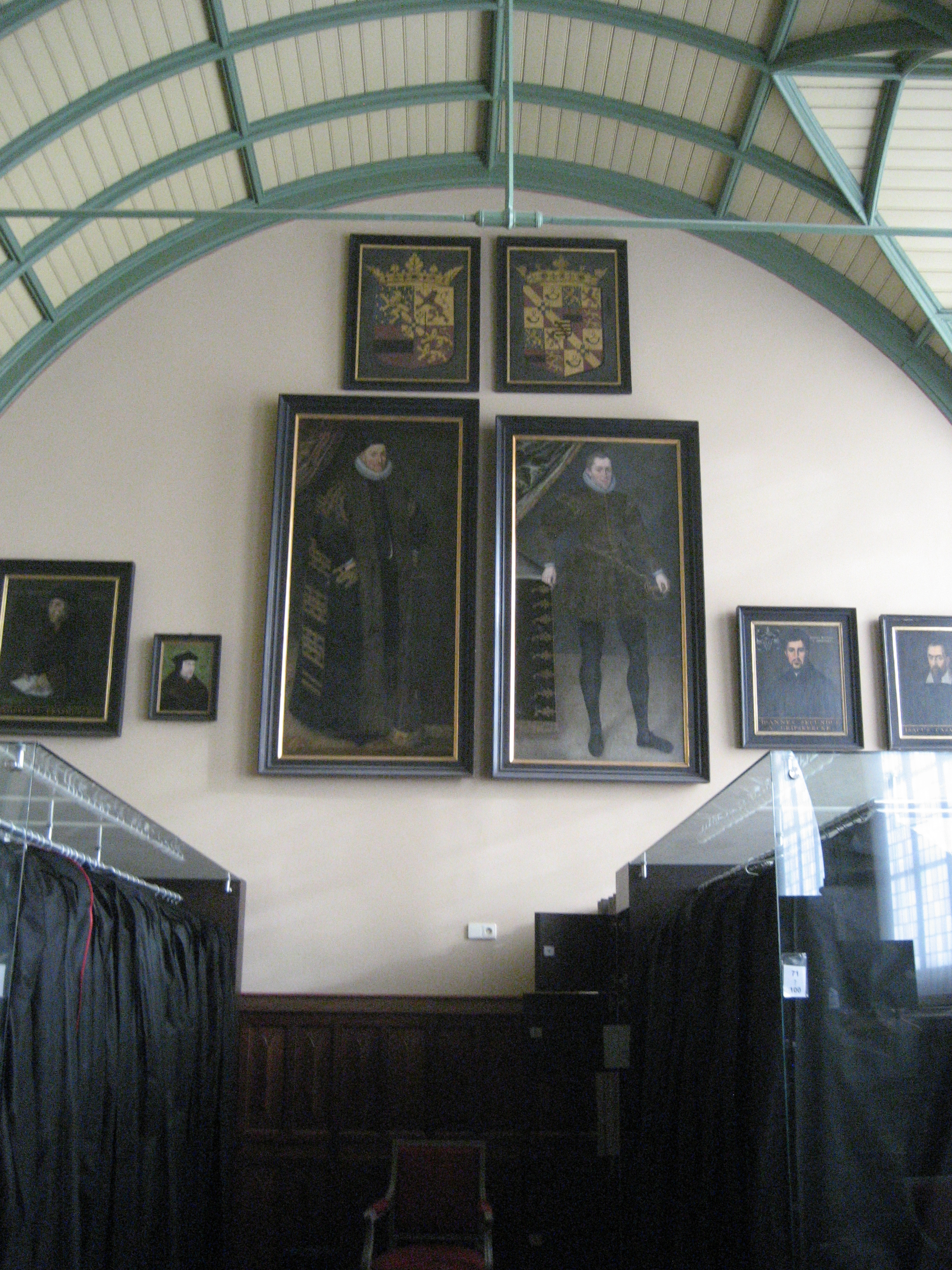
礼服室
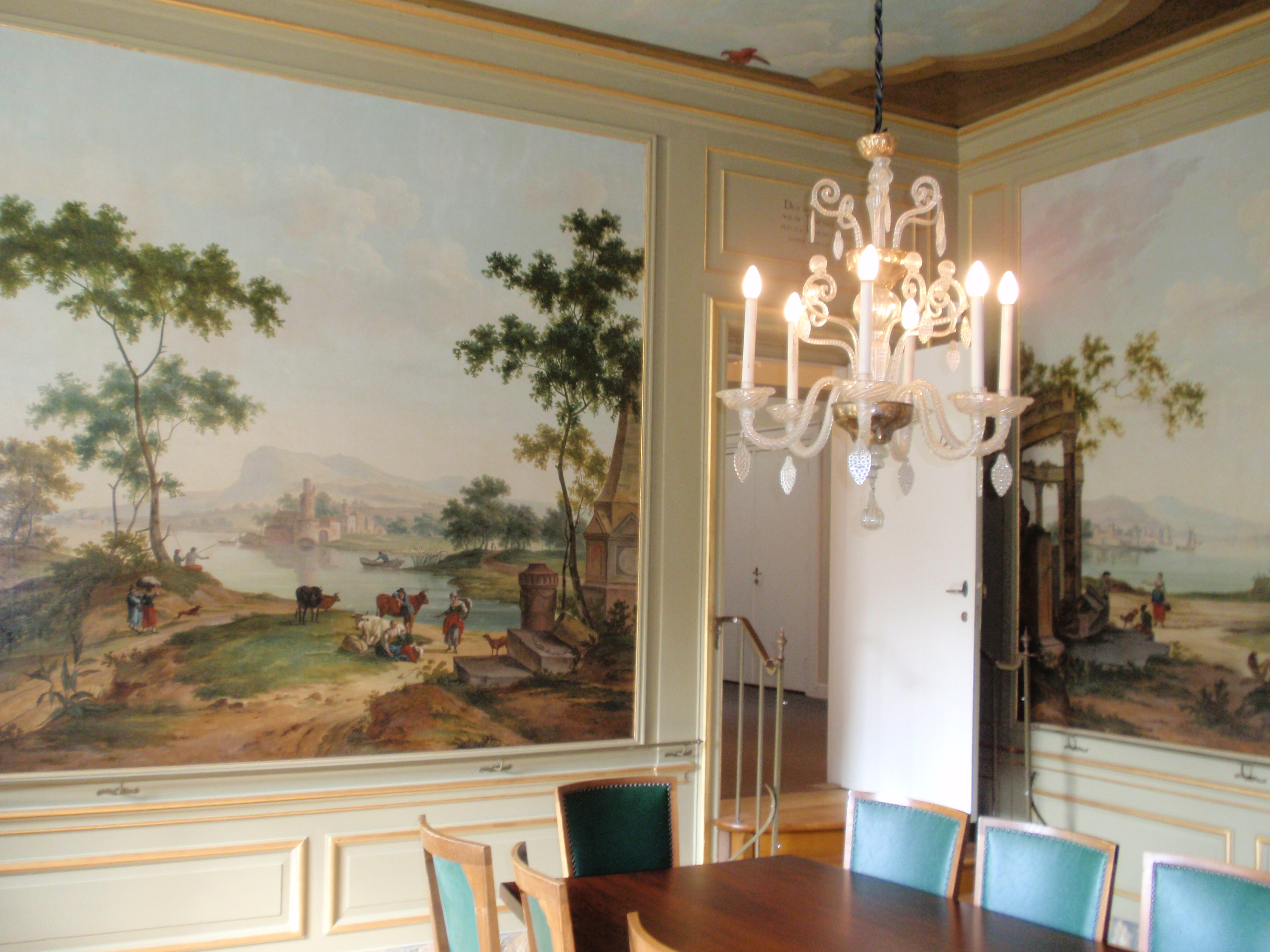
花园客房
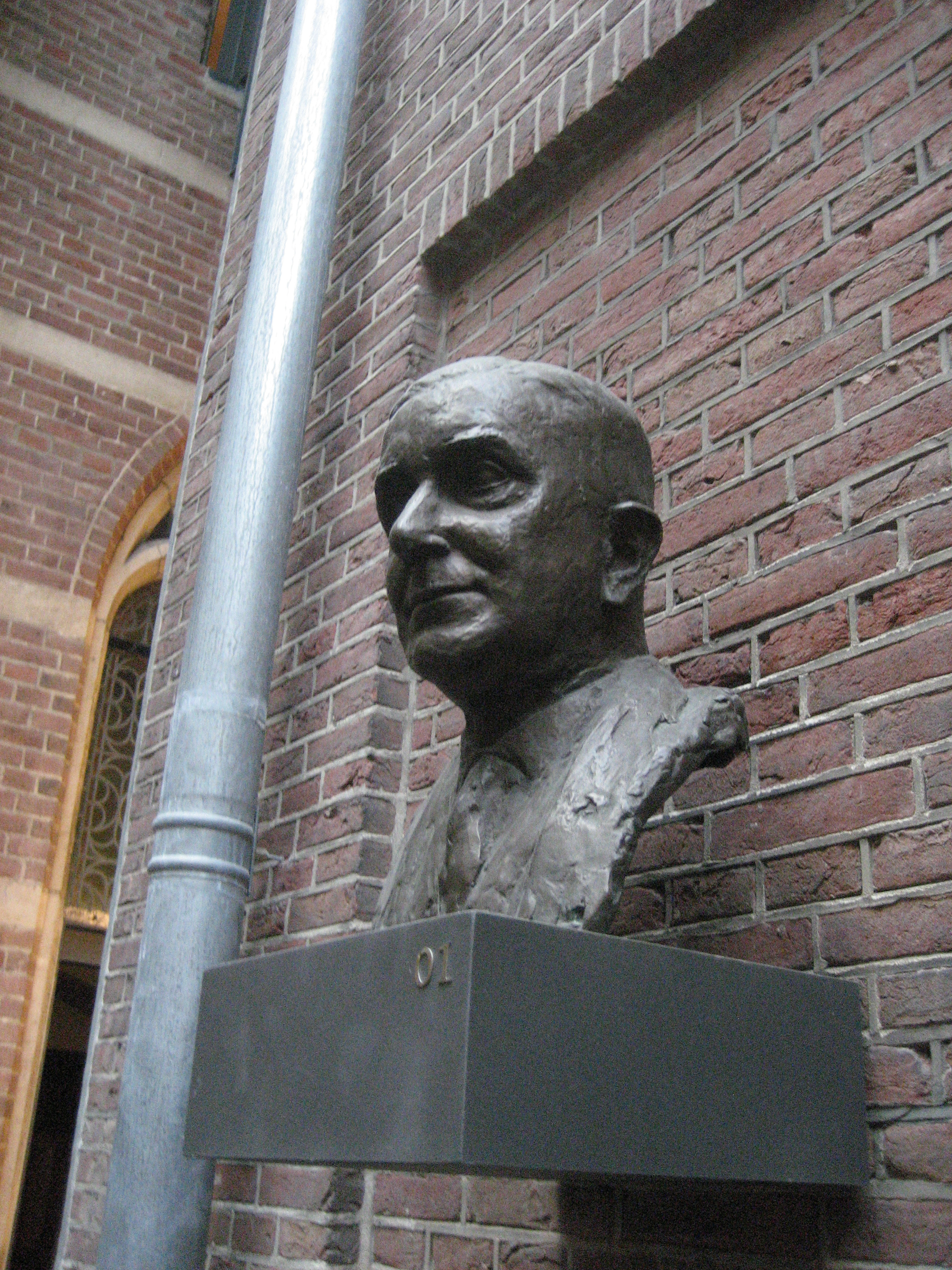
鲁道夫雕像
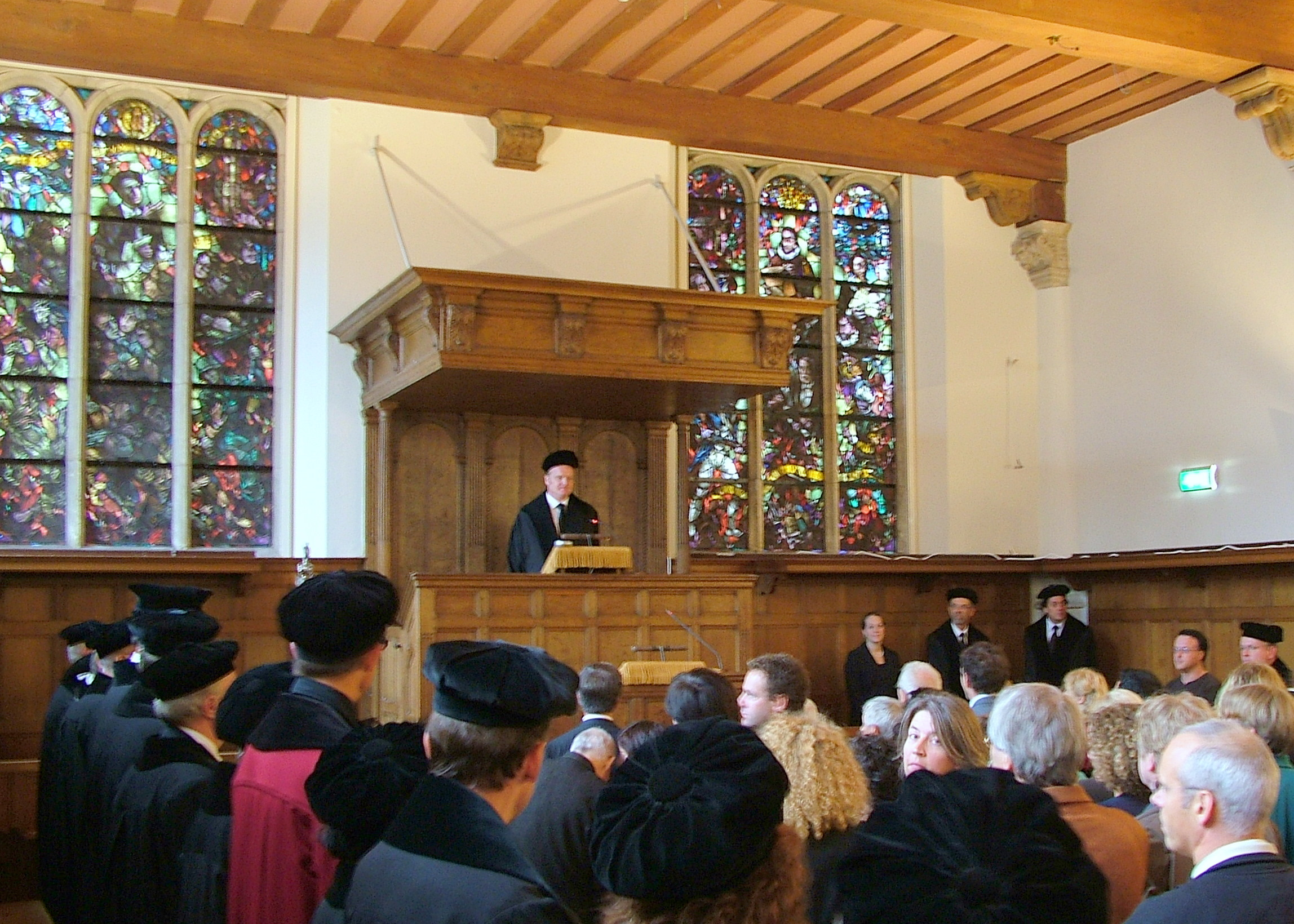
2008年教授就职
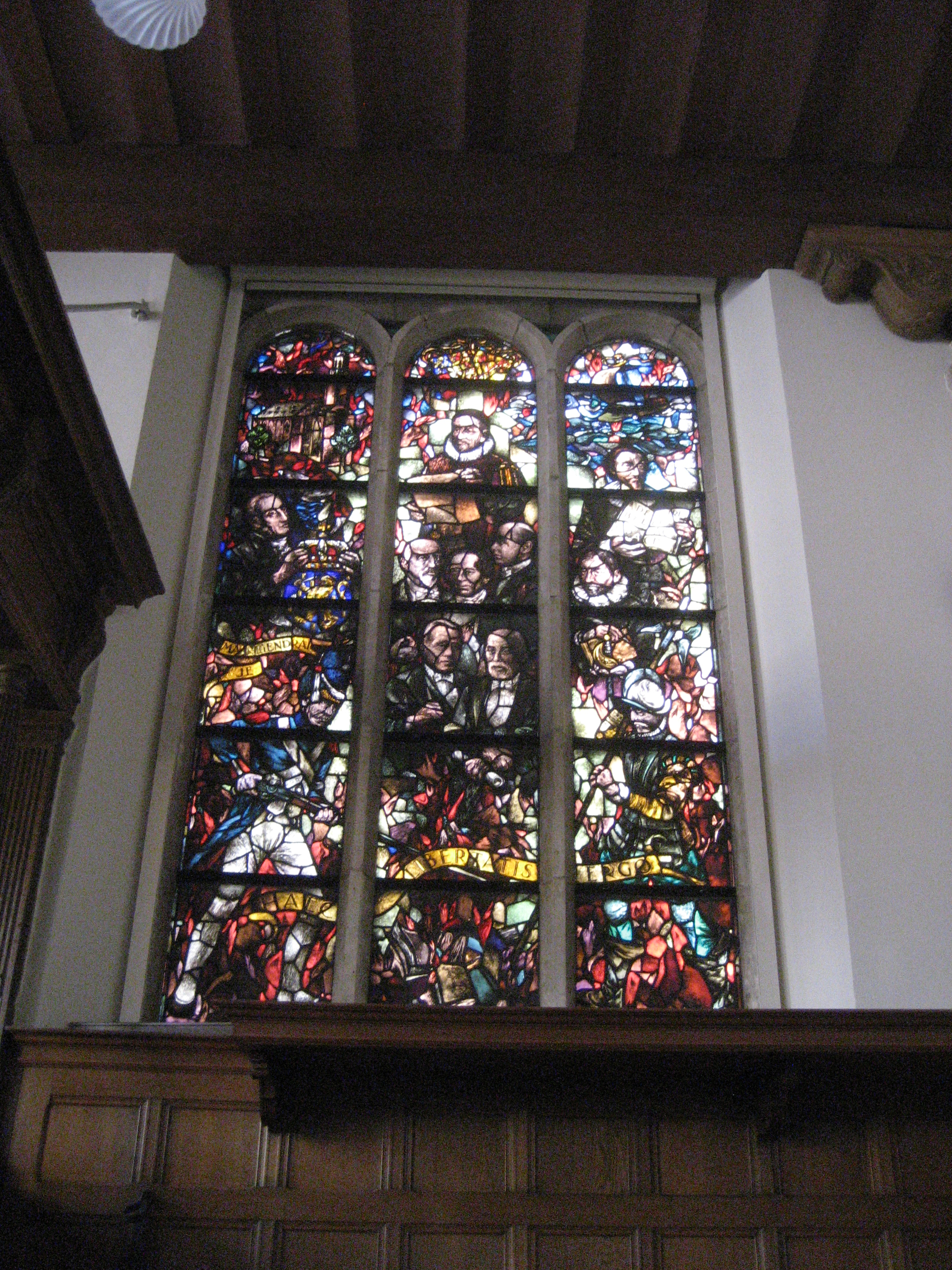
荷兰国父威廉一世 (奥兰治)的彩绘玻璃窗
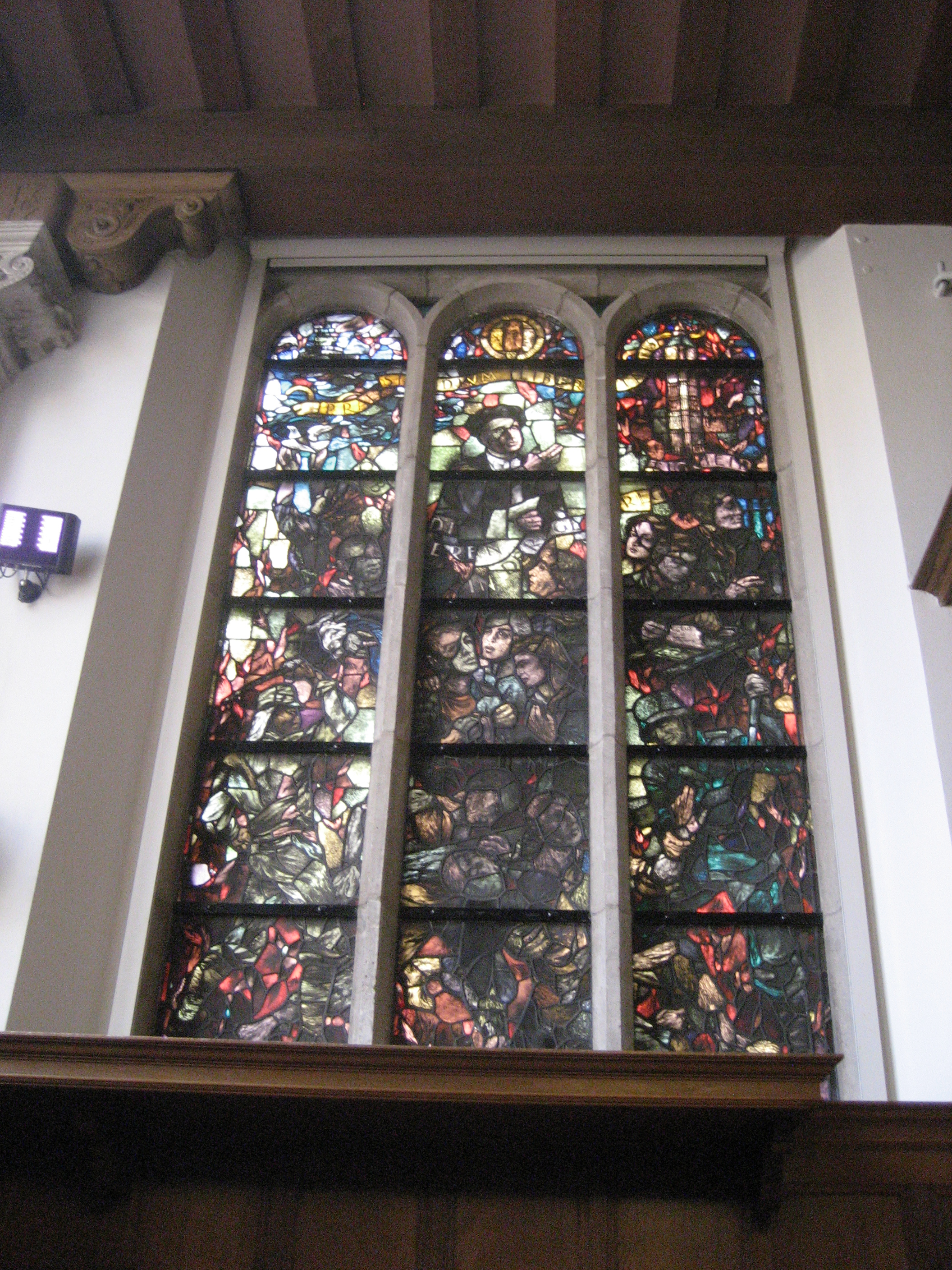
本的彩绘玻璃窗
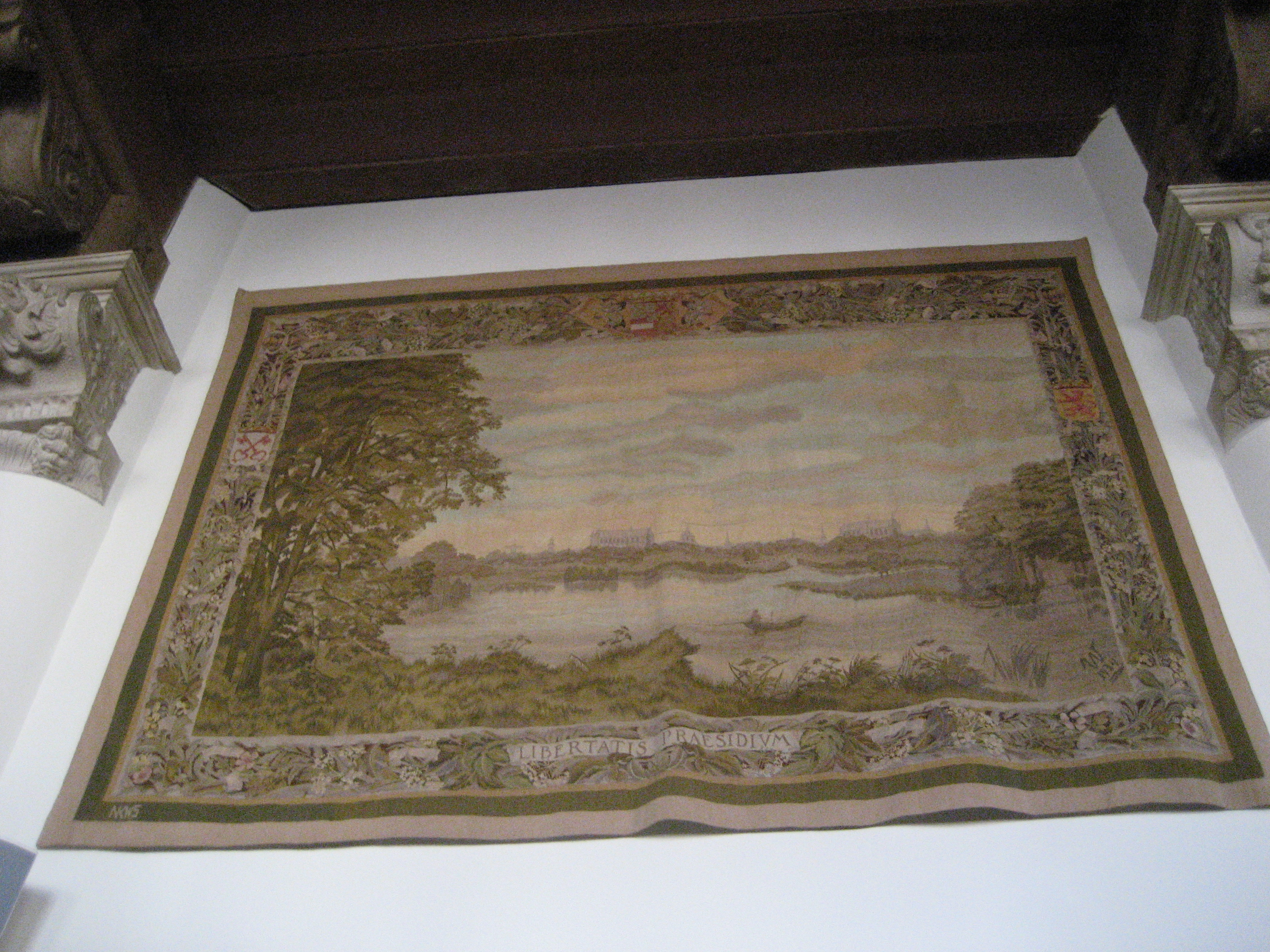
壁毯
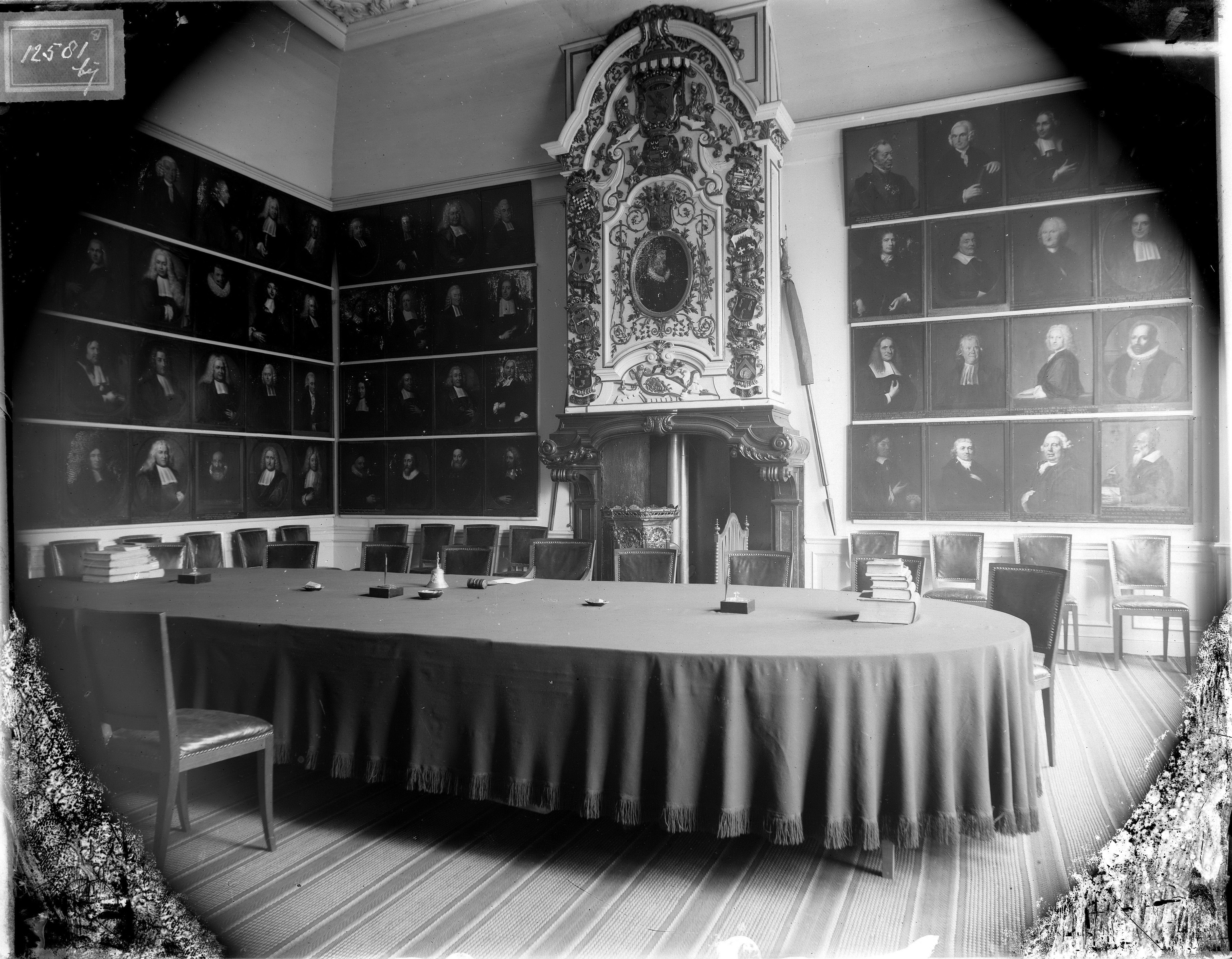
1900年议院
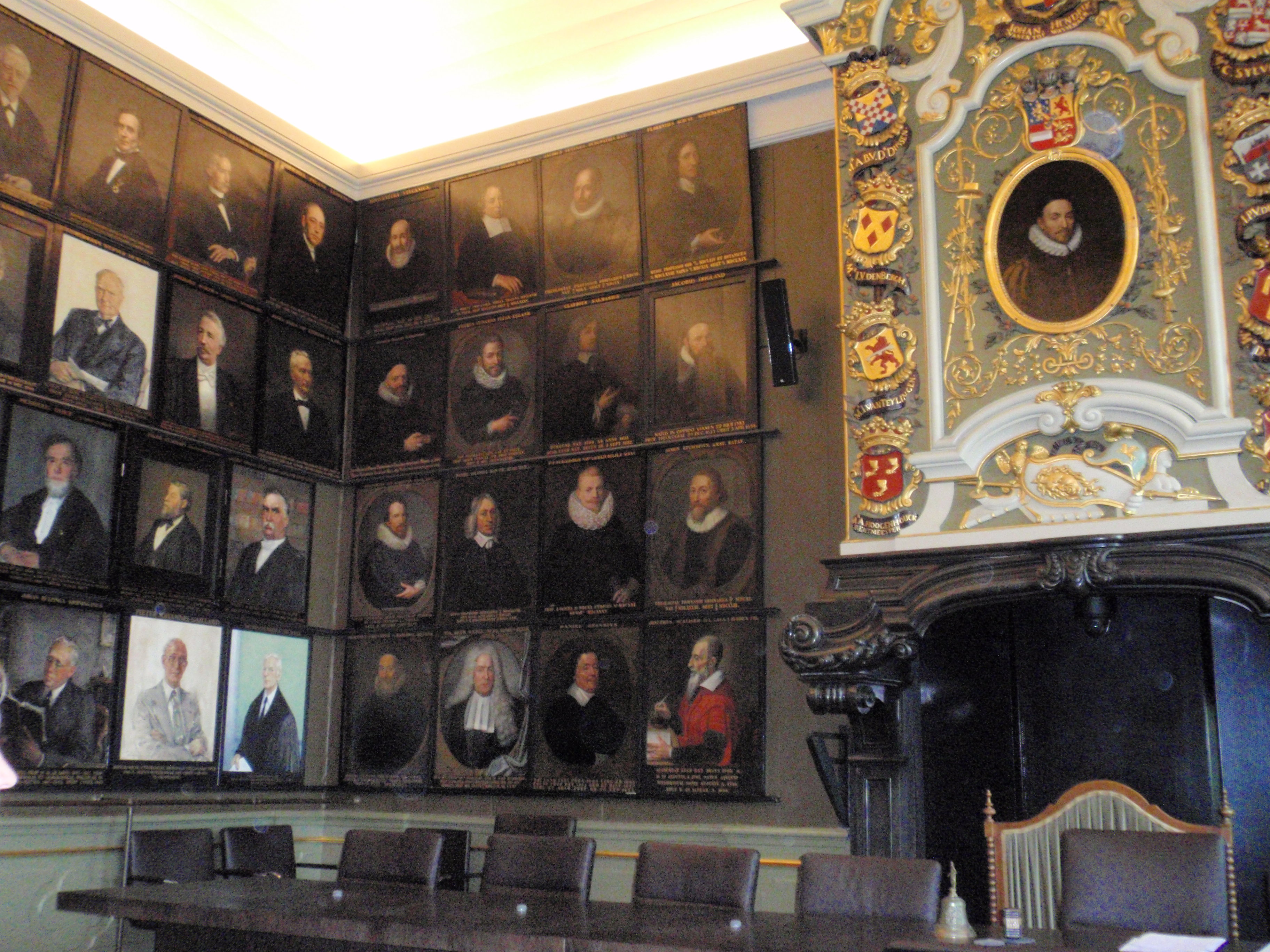
2010年议院
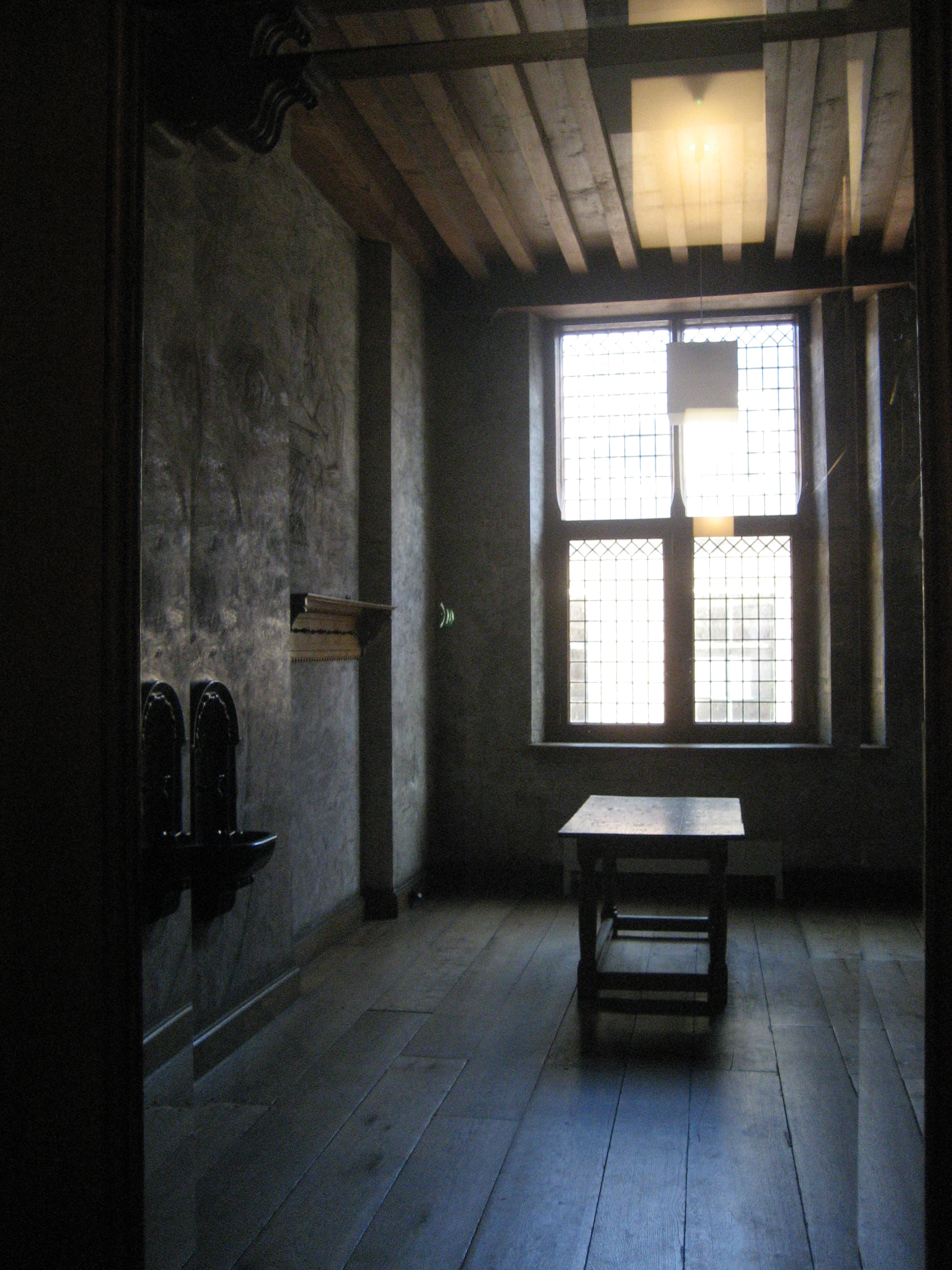
房间
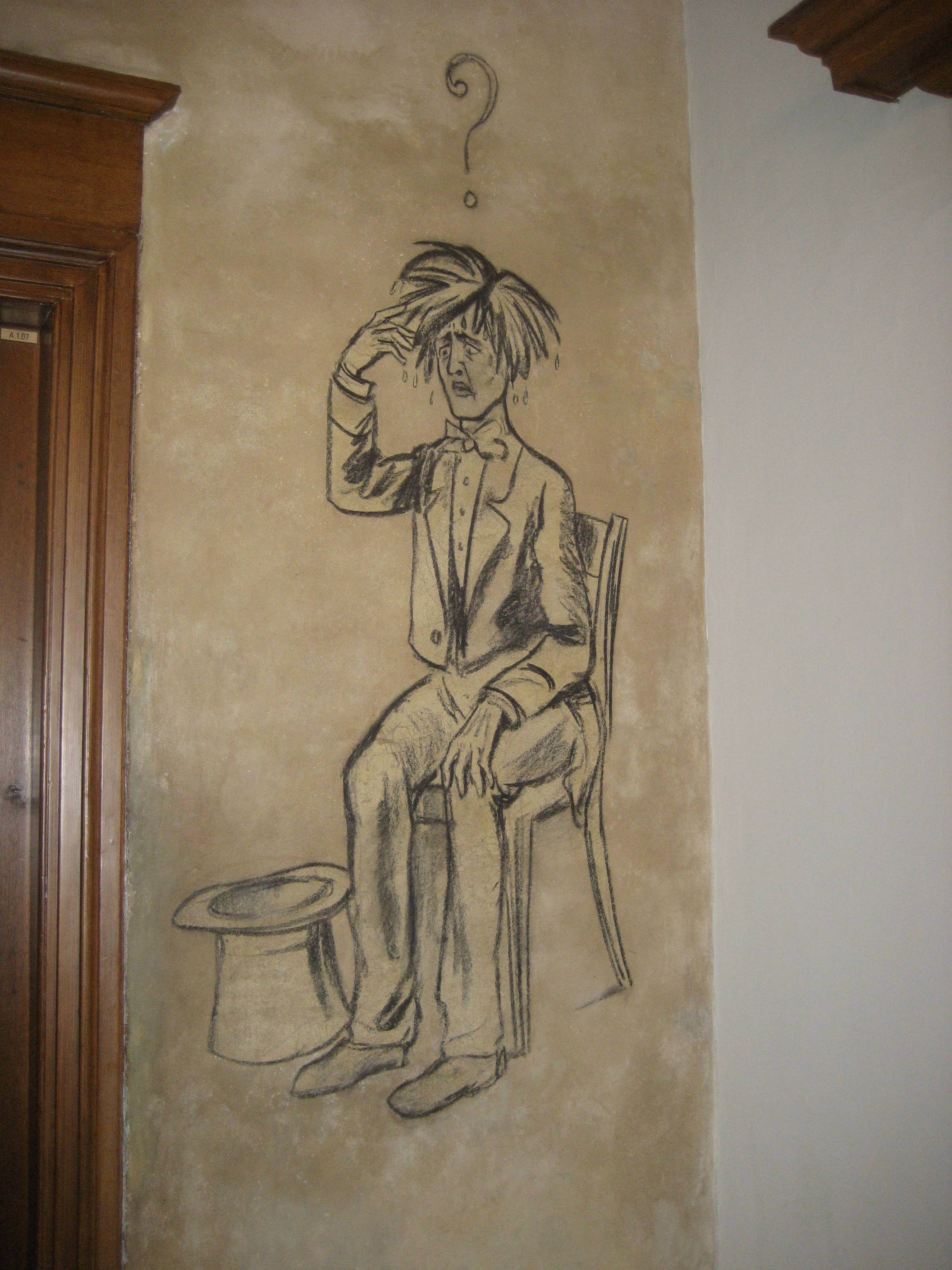
房间
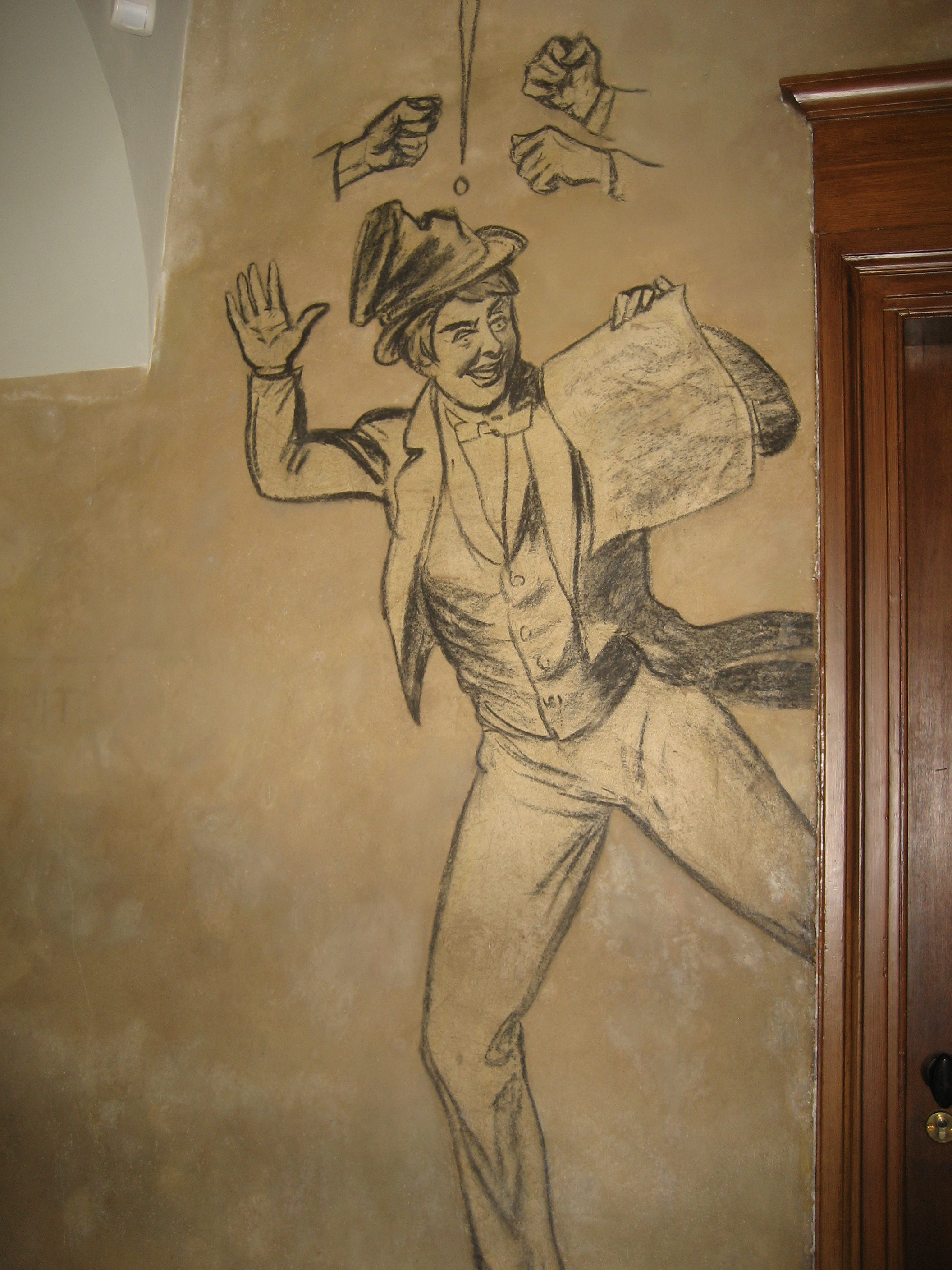
房间
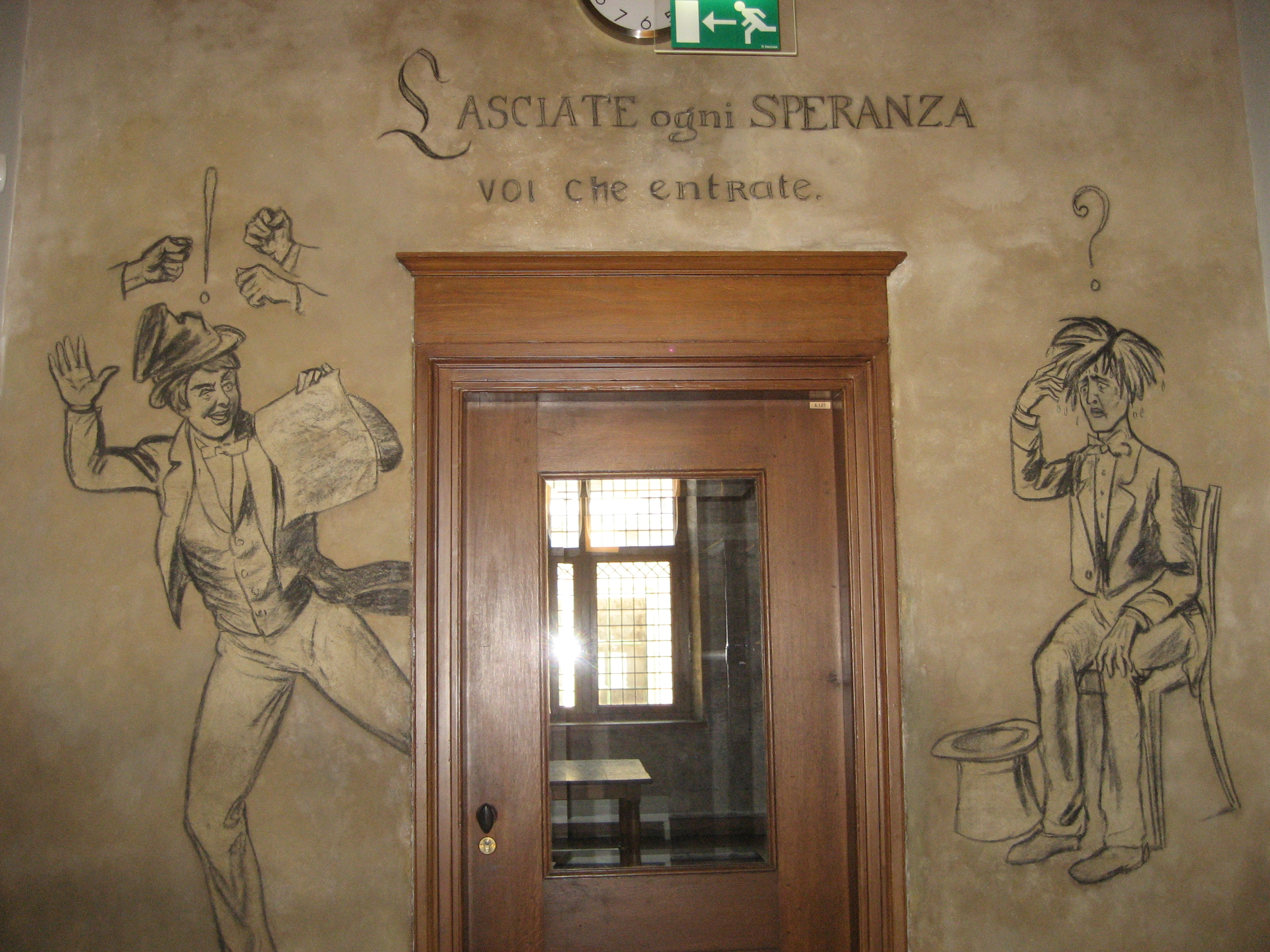
房间入口
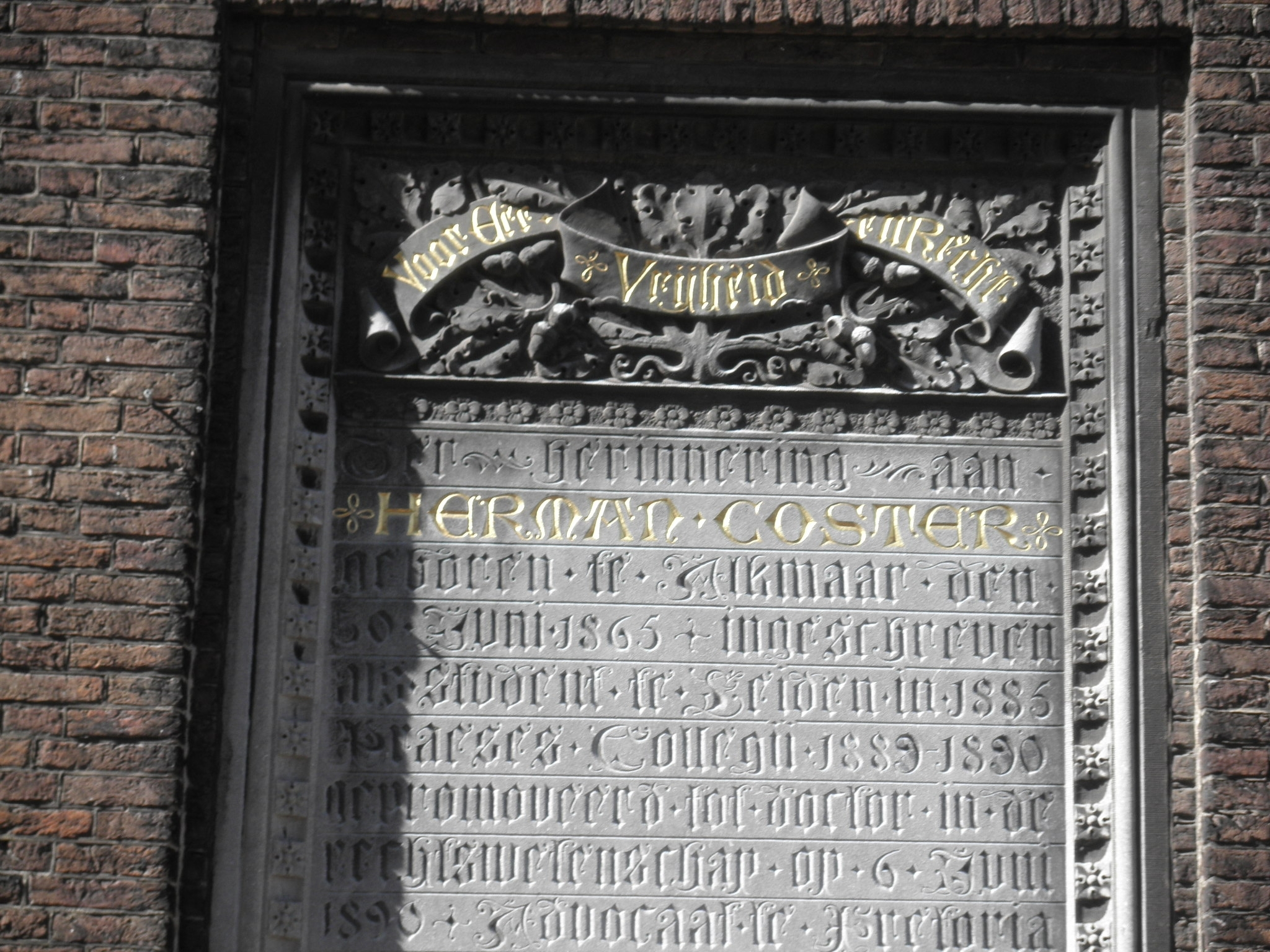
赫尔曼·科斯特匾额
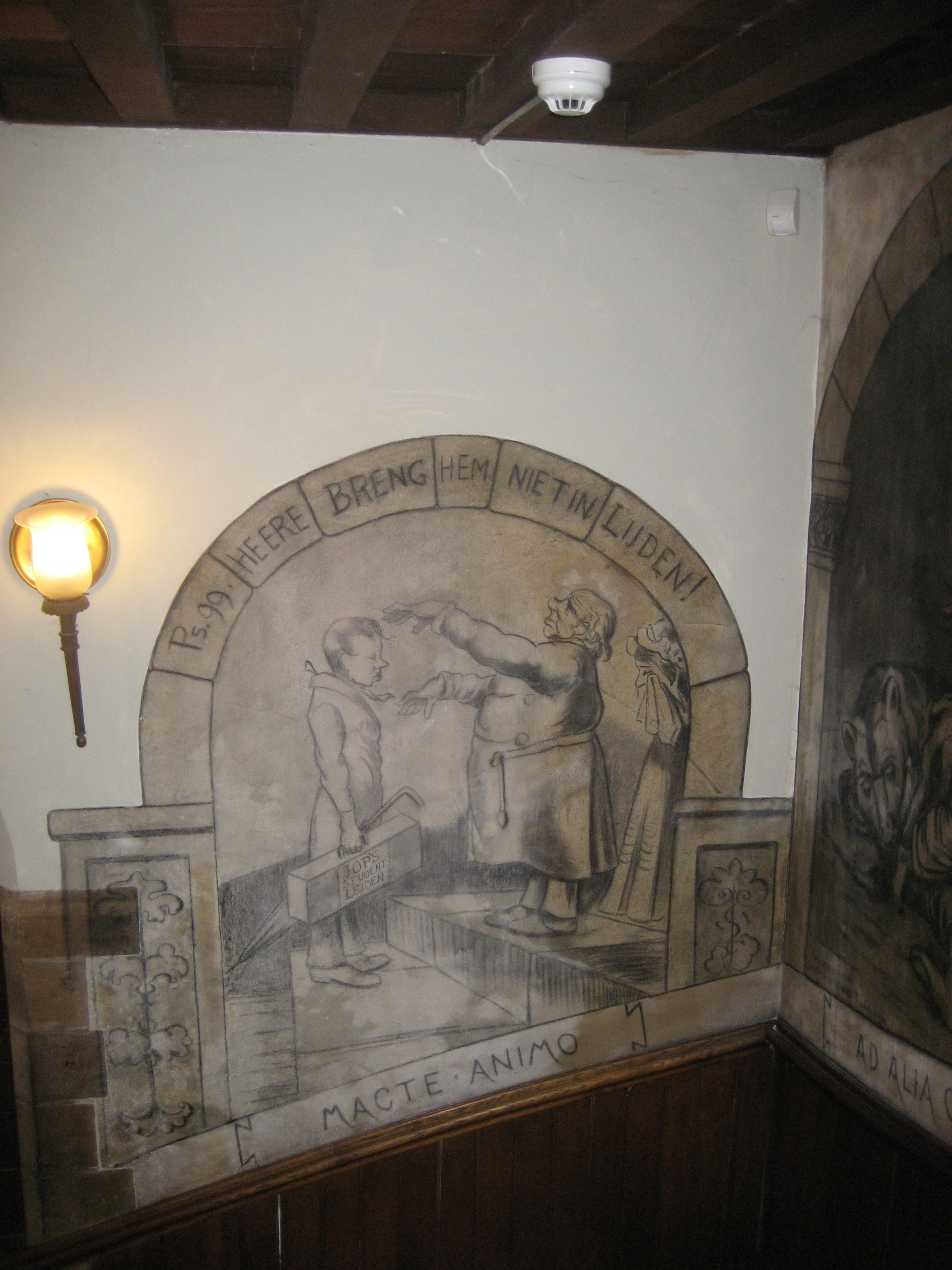
不要把他带来莱顿
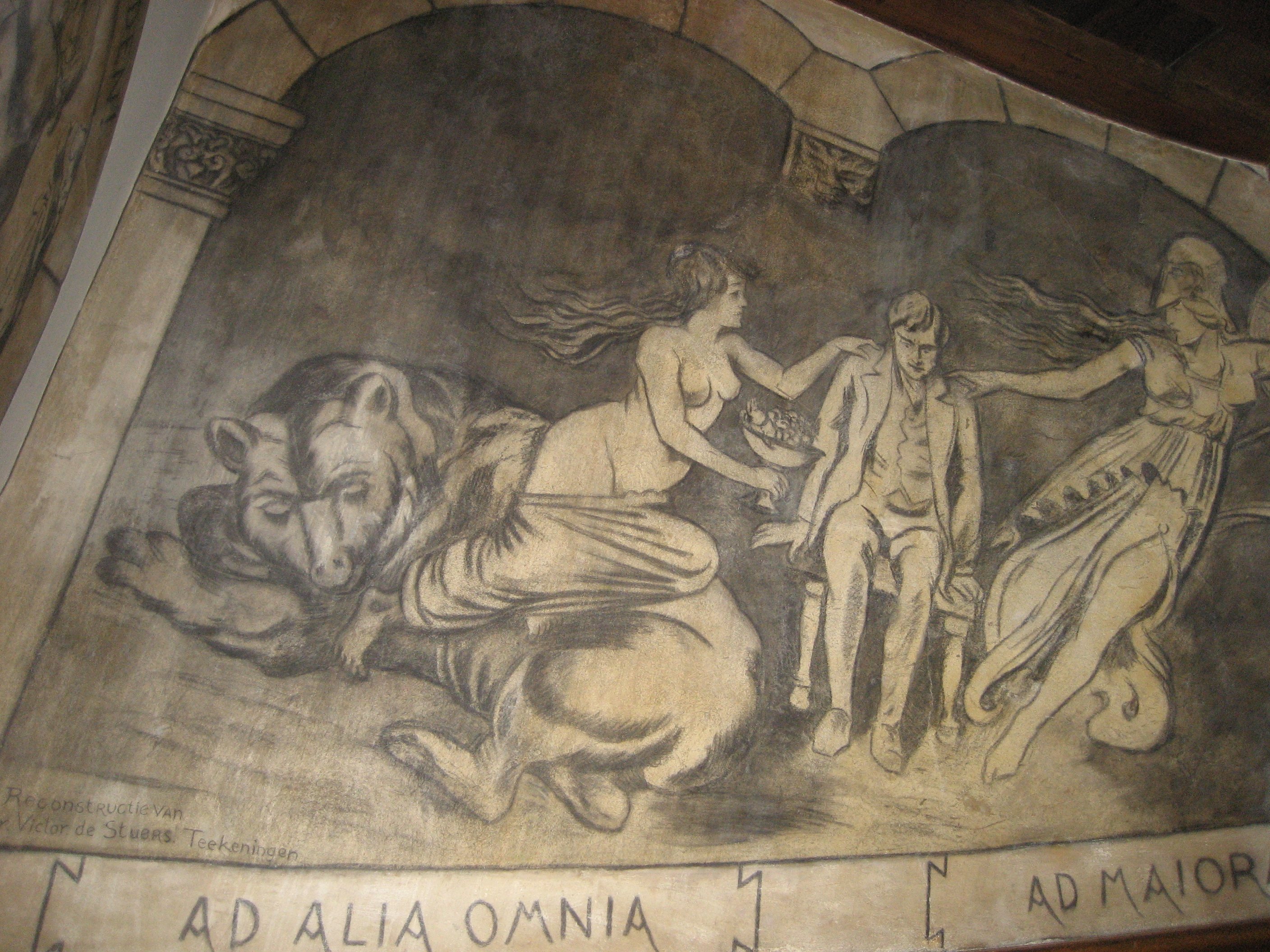
雅典娜，引诱和熊（债权人）
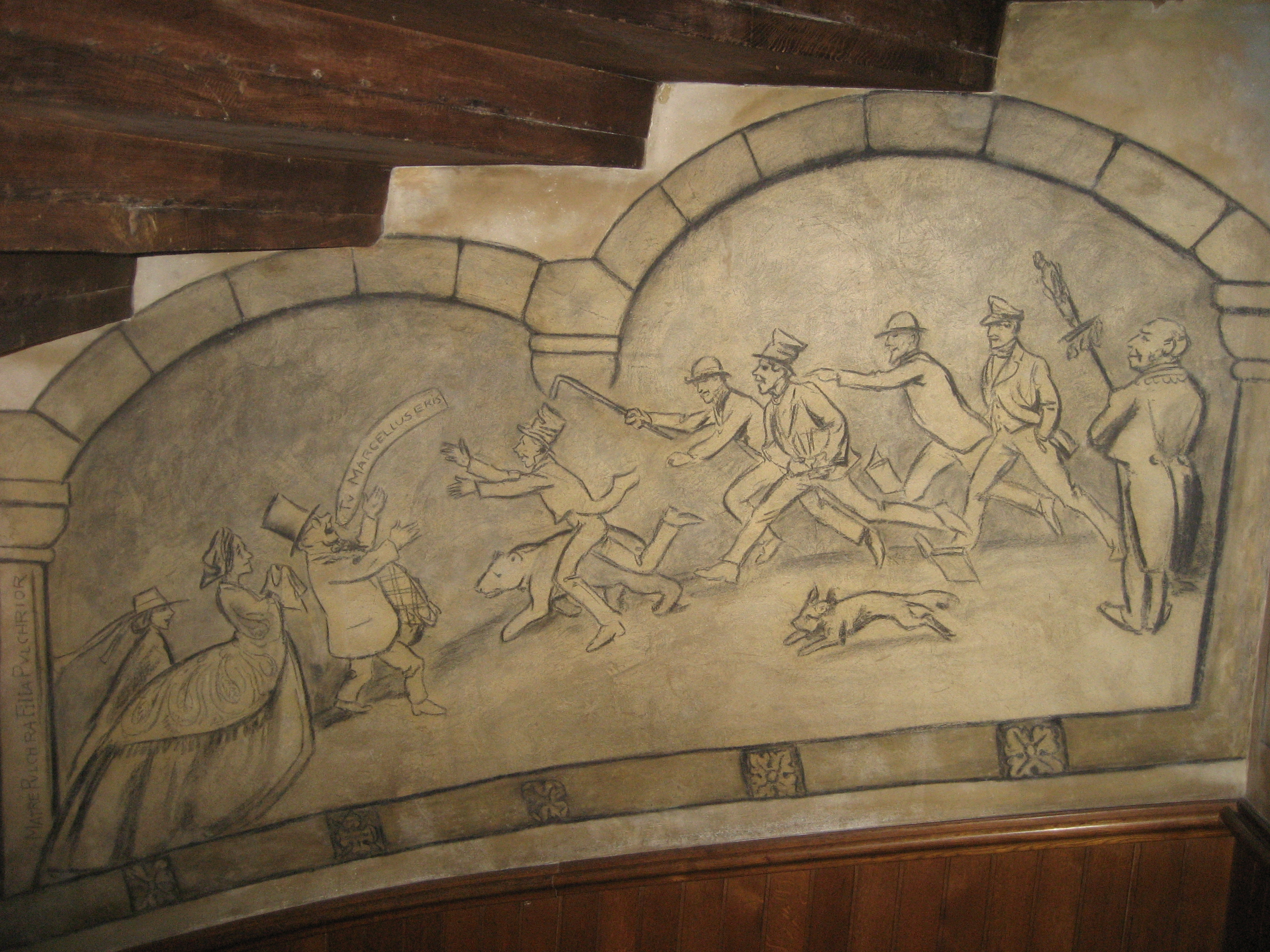
家庭祝贺
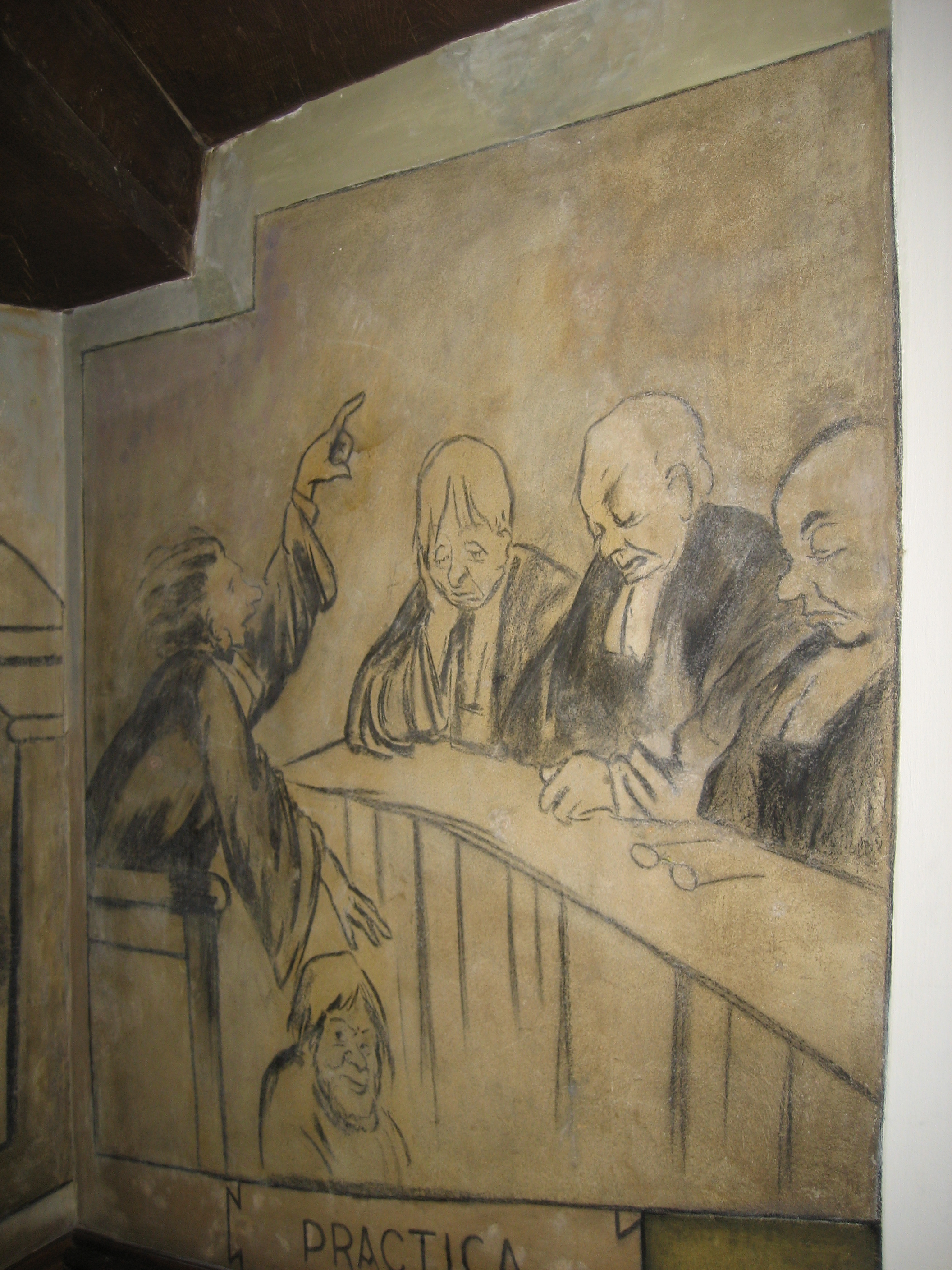
实践

52°09′25″N 4°29′08″E / 52.15694°N 4.48556°E